# Minsk-Arena
 (avril 2025).
La Minsk-Arena (en biélorusse : Мінск-Арэна, et en russe : Минск-Арена) est une salle omnisports située à Minsk en Biélorussie. Principalement utilisée pour le hockey sur glace, elle fait partie d'un complexe sportif comprenant également un vélodrome de 2 000 places et une patinoire de vitesse couverte pouvant accueillir plus de 3 000 spectateurs.
C'est le domicile de l'équipe nationale de hockey sur glace ainsi que du Dinamo Minsk évoluant en Ligue continentale de hockey. La Minsk-Arena a une capacité de 15 000 places et comprend divers espaces réservés aux VIPs (loges...) et aux médias.

## Histoire
Le 14 janvier 2010, le Dinamo Minsk joue son premier match à la Minsk Arena contre le Metallourg Magnitogorsk (défaite 2-1).
Mylène Farmer s'y donne en concert le 27 octobre 2013 durant sa tournée Timeless 2013.

## Événements
- 2e Match des étoiles de la Ligue continentale de hockey, 30 janvier 2010
- Finale du Concours Eurovision de la chanson junior 2010, 20 novembre 2010
- Championnats du monde juniors de patinage artistique 2012
- Championnat du monde de hockey sur glace 2014
- Finale du Concours Eurovision de la chanson junior 2018, 25 novembre 2018
- Championnats d'Europe de patinage artistique 2019